# Gabriele IV di Alessandria
Papa Gabriele IV (in arabo egiziano غبريال الرابع; Egitto, ... – Egitto, 28 aprile 1378), è stato l'86º Papa della Chiesa ortodossa copta.
Gabriele IV era stato in precedenza l'archimandrita del monastero di Mohanak. Era noto per essere un grande studioso e un rigoroso asceta. Fu intronizzato l'11 tobi 1086 del calendario copto (6 gennaio 1370) Durante il suo papato, nel 1370, una grande luce apparve in Egitto durante la notte e brillò fino all'alba. Nel 1371, si verificò una grande inondazione del Nilo, che minacciò l'Egitto. 
Nel 1374, Gabriele IV consacrò il crisma (myron). 
Gabriele IV era contemporaneo di Al-Ashraf Nasir-ad-Din Shaban II e Al-Mansur Alah-ad-Din Ali, i sultani bahri. Rimase sul trono di San Marco per 8 anni, 3 mesi e 22 giorni. Morì il 3 pashons 1094 (28 aprile 1378), e fu sepolto accanto a San Simone il Conciatore.